# قزمة الحوت
قزمة الحوت بالإنجليزية (Pisces Dwarf) هي مجرة قزمة غير منتظمة تقع في كوكبة الحوت وهي تتبع المجموعة المحلية ويعتقد انها مجرة تابعة لمجرة المثلث (مسييه 33) تم إكتشافهامن قبل فالنتينا كاراشنتسيفا في عام 1976. للمجرة إنزياح نحو الأزرق لأنها تتحرك بإتجاه مجرة درب التبانة بسرعة 287 كم/ث ; قد تكون المجرة في مرحلة إنتقالية من مجرة قزمة كروية إلى مجرة قزمة كغير منتظمة.

## تاريخ تشكل النجوم
أجريت دراسة لتاريخ تكون النجوم في مجرة قزمة الحوت في عام 2001 قدمت الكثير من المعلومات حول كيفية تطور هذه المجرة فقد تشكلت معظم النجوم قبل 8 مليارات سنة مضت وقد أظهرت الدراسة أيضا أنه لم يتم تشكل أي نجمة كبيرة منذ 100 مليون سنة وبالتالى فإن معظم النجوم في المجرة نجوم قديمة بها نسبة كبيرة من المعادن الثقيلة.